# 白鸟金丸
白鸟金丸（日语：／ Shiratori Kanemaru，1942年2月3日—），日本男子拳击运动员。他曾代表日本参加1962年亚洲运动会拳击比赛，获得一枚银牌。他也曾参加1964年夏季奥林匹克运动会。